# Leo Sharp
Leo Earl Sharp (Michigan City, 7 de mayo de 1924-Míchigan, 12 de diciembre de 2016) fue un veterano de guerra, horticultor y traficante de drogas estadounidense, reconocido por haber servido como mula para el Cártel de Sinaloa a una avanzada edad.

## Biografía
Sharp luchó en la Segunda Guerra Mundial y recibió una Estrella de Bronce por su servicio. Posteriormente se convirtió en horticultor y administró una granja en Michigan City, donde vivió durante décadas. Aquejado por problemas financieros, empezó a transportar drogas entre la frontera sur y Detroit en un vehículo Lincoln Mark LT. Durante sus repetidos viajes llegó incluso a trasladar entre 100 y 300 kilogramos de cocaína.
En octubre de 2011, Sharp fue atrapado con 200 kilos de cocaína por la policía estatal de Míchigan durante una operación coordinada por la DEA. La investigación penal fue llevada a cabo por el fiscal adjunto Chris Graveline en el Distrito Este de Míchigan, y culminó con la acusación de 25 miembros de la organización, incluido Sharp.
Durante su audiencia de sentencia afirmó: "Estoy realmente desconsolado por haber hecho lo que hice, pero ya está hecho". Fue sentenciado a tres años de prisión, pero salió en 2015 debido a sus quebrantos de salud luego de pasar un año en la cárcel.

### Fallecimiento y legado
Un año después, el 12 de diciembre de 2016, Sharp falleció en los campos del estado de Míchigan por causas naturales.
La película de 2018 The Mule está basada en la historia de Sharp. Clint Eastwood se encargó de interpretarlo, aunque el nombre del personaje fue cambiado por Earl Stone.